# Alessandro Florenzi
Alessandro Florenzi (ur. 11 marca 1991 w Rzymie) – włoski piłkarz występujący na pozycji obrońcy we włoskim klubie AC Milan oraz w reprezentacji Włoch.

## Kariera piłkarska
Swoją karierę piłkarską Florenzi rozpoczął w klubie AS Roma. W 2010 został włączony do kadry pierwszego zespołu. 22 maja 2011 zadebiutował w Serie A w wygranym 3:1 domowym meczu z Sampdorią. Był to jego jedyny mecz w Serie A w sezonie 2010/2011. 26 lipca 2011 Florenzi został wypożyczony do grającego w Serie B FC Crotone. Zadebiutował w nim 27 sierpnia 2011 w przegranym 1:2 domowym meczu z AS Livorno Calcio. W Crotone był podstawowym zawodnikiem i w sezonie 2011/2012 zdobył dla niego 11 goli. Latem 2012 Florenzi wrócił do Romy. 2 września 2012 w wygranym 3:1 wyjazdowym meczu z Interem Mediolan strzelił swojego pierwszego gola w Serie A. 30 stycznia 2020 został na pół roku wypożyczony do Valencii.

## Kariera reprezentacyjna
Florenzi grał w młodzieżowych reprezentacjach Włoch. W reprezentacji U-21 zadebiutował 6 września 2011 w wygranym 3:0 meczu eliminacji do ME 2013 z Węgrami. Z kolei 14 listopada zadebiutował w dorosłej reprezentacji w przegranym 1:2 towarzyskim meczu z Francją rozegranym w Parmie.

## Statystyki kariery
Stan na 14 lutego 2019
| Sezon   | Klub       | Kraj   | Rozgrywki | Mecze | Bramki |
| ------- | ---------- | ------ | --------- | ----- | ------ |
| 2010/11 | AS Roma    | Włochy | Serie A   | 1     | 0      |
| 2011/12 | FC Crotone | Włochy | Serie B   | 30    | 0      |
| 2012/13 | AS Roma    | Włochy | Serie A   | 36    | 3      |
| 2013/14 | AS Roma    | Włochy | Serie A   | 38    | 6      |
| 2014/15 | AS Roma    | Włochy | Serie A   | 35    | 5      |
| 2015/16 | AS Roma    | Włochy | Serie A   | 33    | 7      |
| 2016/17 | AS Roma    | Włochy | Serie A   | 9     | 0      |
| 2017/18 | AS Roma    | Włochy | Serie A   | 32    | 1      |
| 2018/19 | AS Roma    | Włochy | Serie A   | 20    | 2      |

Źródło: footballdatabase.eu